# 유니콤프
유니콤프 GA LLC(Unicomp GA LLC, 이전 명칭: 유니콤프 주식회사(Unicomp, Inc.))는 켄터키주 렉싱턴에 본사를 둔 미국의 컴퓨터 자판 및 자판 액세서리 제조업체이다. 이 회사는 1996년 전 IBM 및 렉스마크 직원들에 의해 설립되었다. 유니콤프는 1996년 렉스마크로부터 특허를 구매한 버클링 스프링 키 스위치를 사용하는 IBM 모델 M의 현재 라이선스 보유자이자 제조업체이다.

## 역사
1996년, 렉스마크 인터내셔널은 모델 M 버클링 스프링 자판을 생산하던 렉싱턴 자판 공장을 폐쇄할 준비를 하고 있었다. 주요 고객사이자 모델 M의 원래 설계자이자 특허 보유자인 IBM은 비용 절감형 러버 돔 자판을 선호하여 모델 M을 제품 라인에서 제외하기로 결정했다.
생산이 중단되는 것을 보지 않고, 렉스마크와 IBM의 전 직원 그룹은 버클링 스프링 기술에 대한 라이선스, 툴링 및 설계 권리를 구매하여 1996년 4월에 유니콤프로 사업을 재설립했다.
1996년 이후 유니콤프가 렉스마크로부터 물려받은 툴링과 금형은 마모되기 시작하여 점진적인 빌드 품질 및 마감 저하로 이어졌다. 그러나 2020년 유니콤프는 툴링을 교체하여 품질 개선을 이루었다. 이 시기에 회사는 새로운 디자인도 출시하기 시작했다.

## 제품

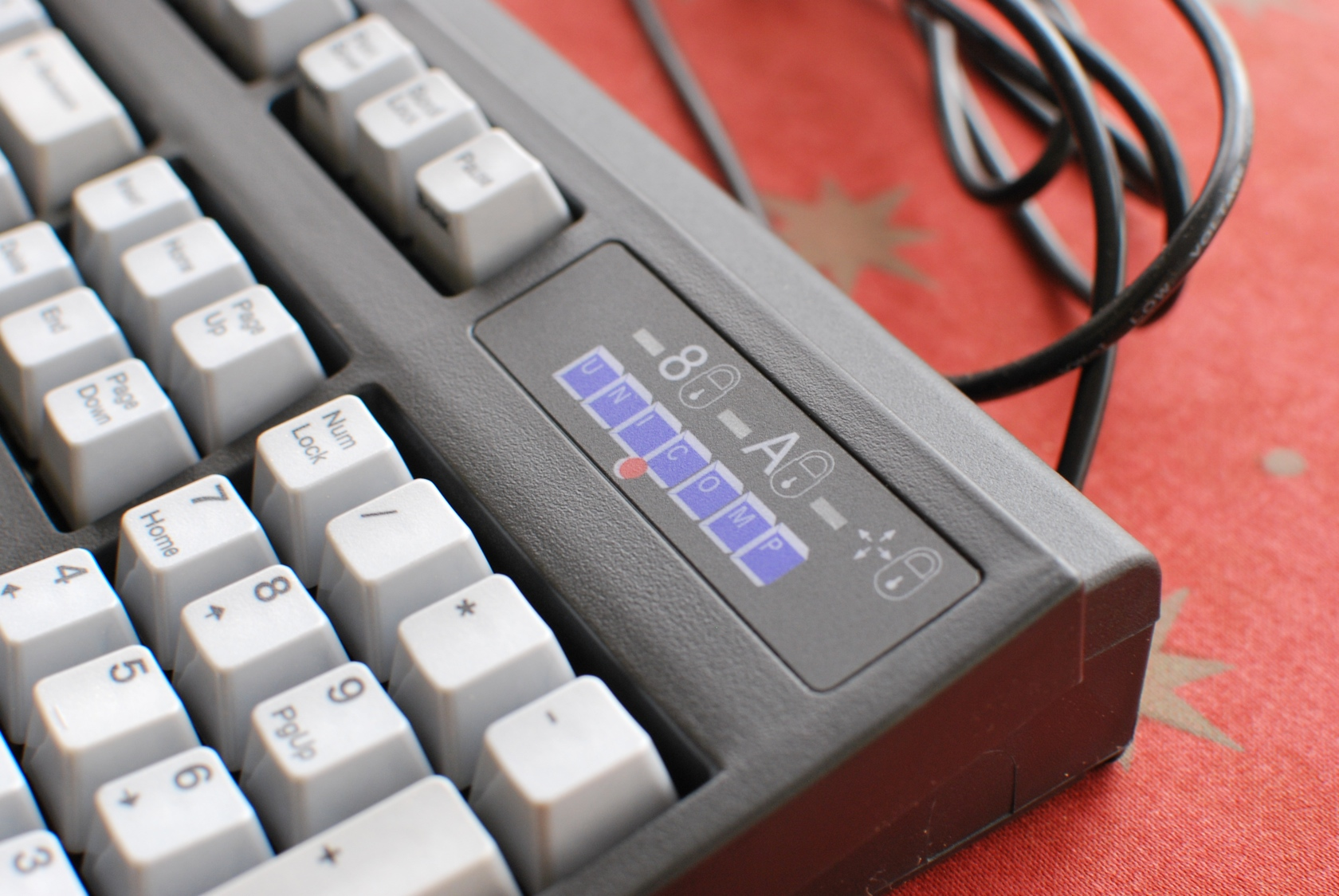
검은색 유니콤프 스페이스세이버 104 (UNI0P4A) 자판의 측면 근접 모습

유니콤프의 제품 라인은 주로 렉스마크에서 생산된 후기 모델 M 자판을 기반으로 한 수정된 디자인으로 구성된다.
- 클래식, (이전 명칭: 커스터마이저)는 IBM의 후기 모델 M 변형 중 하나와 유사하며 동일한 툴링으로 제작된다. 오리지널 모델 M과 비교하여 클래식의 유일한 변경 사항은 로고, 윈도우 키, 선택적 USB 연결 (PS/2의 대안), 그리고 밝은 회색 또는 흰색 키가 있는 검은색 케이스 옵션 (클래식 "펄" 베이지의 대안)이다.
- 클래식 트랙볼, 클래식에 트랙볼과 표시등 바로 위에 두 개의 마우스 버튼이 추가된 모델이다. 그러나 수요가 적어 현재는 생산되지 않는다.[1]
- PC 122, 클래식과 유사한 5250 122키 자판이지만, 재배열된 레이아웃과 추가 기능 키 세트, 그리고 많은 키가 자판 왼쪽으로 이동하고 홈 키가 화살표 키 중앙으로 이동했다.
- 울트라 클래식, (이전 명칭: 스페이스세이버)은 클래식의 더 가볍고 더 작은 버전이다. MacOS 컴퓨터용 애플 키보드 변형은 이전 이름인 스페이스세이버 M으로 판매된다.
- 엔듀라프로, 씽크패드 자판에서 영감을 받아 트랙포인트 돌출부와 하단에 두 개의 마우스 버튼이 있는 울트라 클래식이다.
- 뉴 모델 M, 울트라 클래식 디자인의 확대 버전과 유사한 풀사이즈 자판이다.[2] 애플 macOS 컴퓨터용 변형도 있다.
- 미니 M, 숫자 패드가 이제 없어진 전통적인 위치에서 F9-F12 키 위의 보드 상단 가장자리로 이동된 잠금 표시등이 있는 뉴 모델 M의 TKL (텐키리스) 버전이다.

유니콤프는 또한 IBM, 렉스마크, 맥시 스위치, 유니콤프에서 만든 거의 모든 모델 M 및 유사 자판에 대한 교체 및 맞춤형 부품과 함께 수리 서비스를 제공한다.

## 갤러리

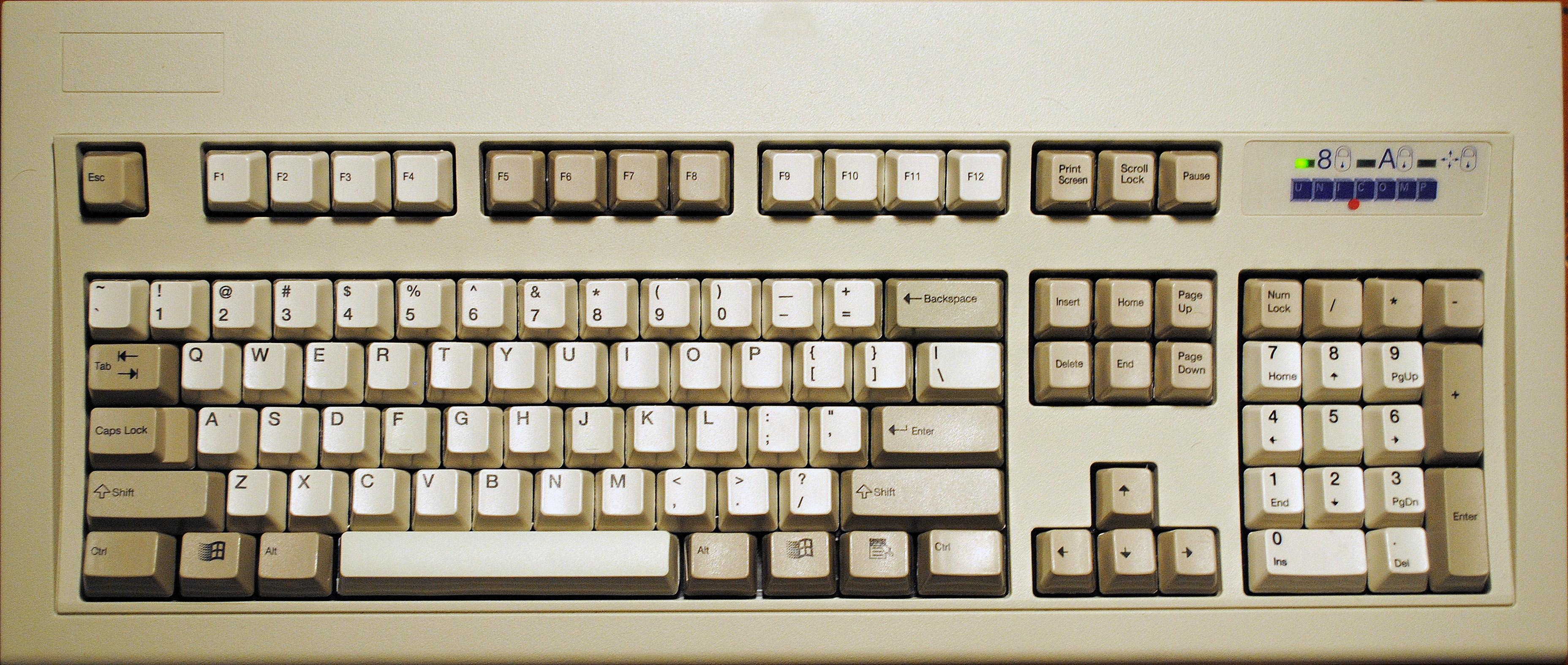
2012년 4월 23일 제조된 유니콤프 클래식 104 (UNI044A) 자판
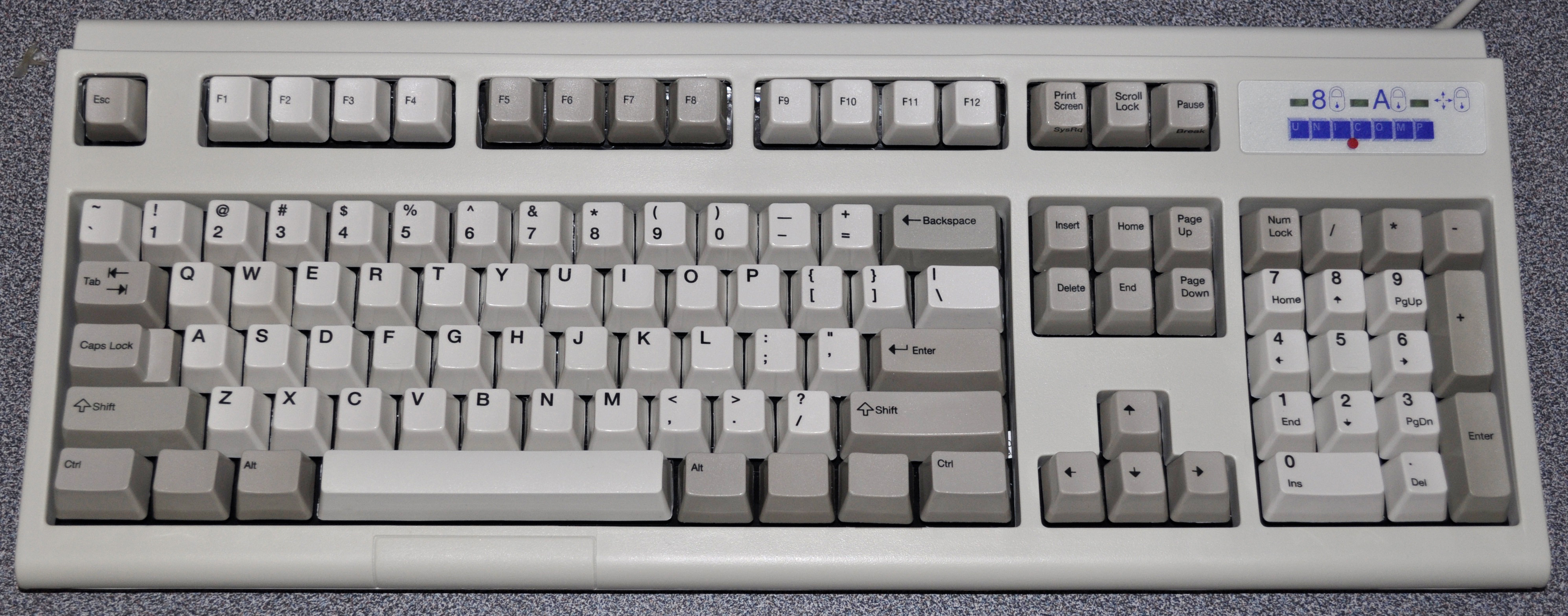
2010년 3월 10일 제조된 유니콤프 스페이스세이버 (현재 울트라 클래식) 104 (UNI0P4A) 자판
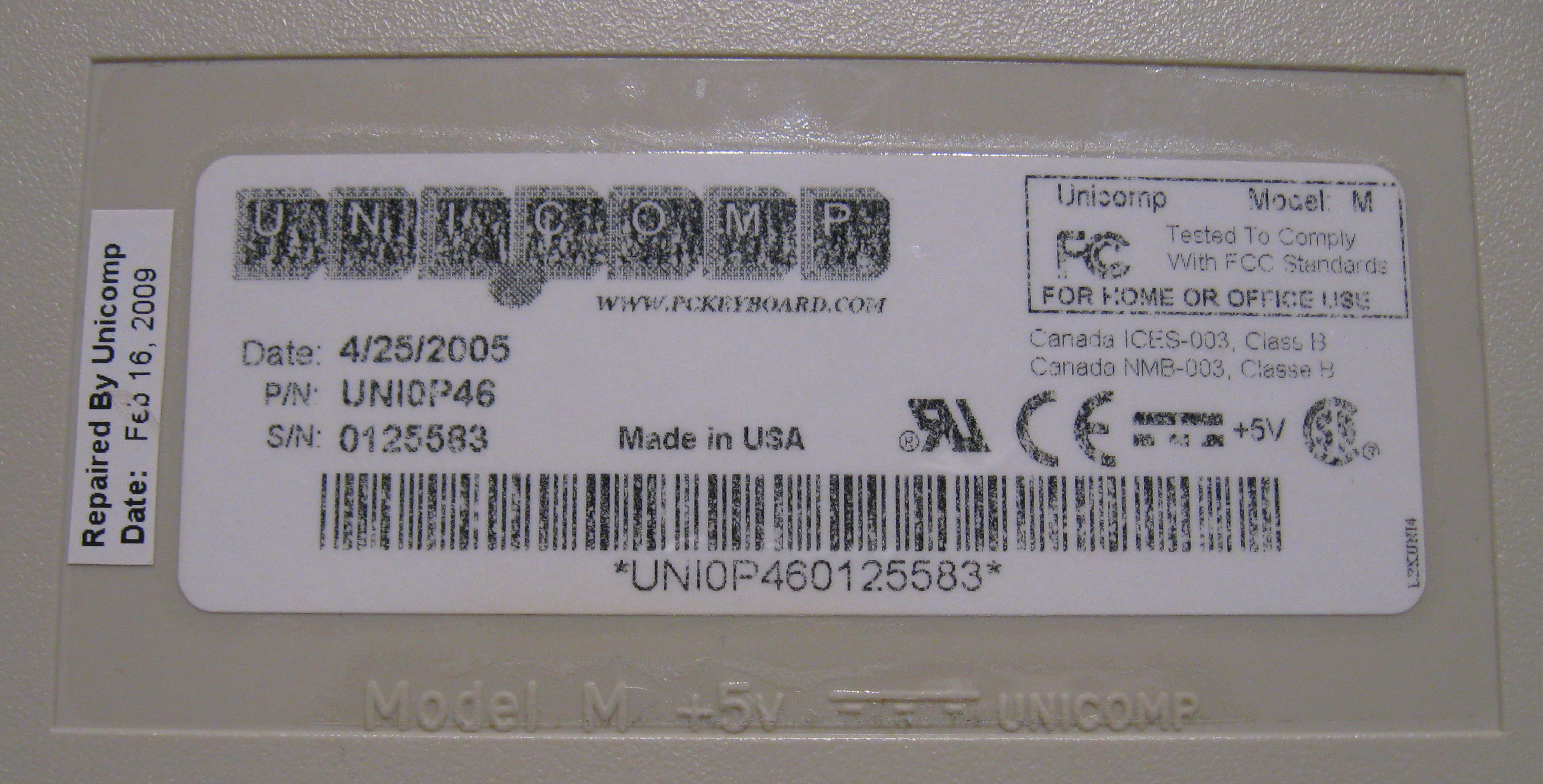
유니콤프 UNI0P46의 밑면; 2005년 제작, 2009년 수리
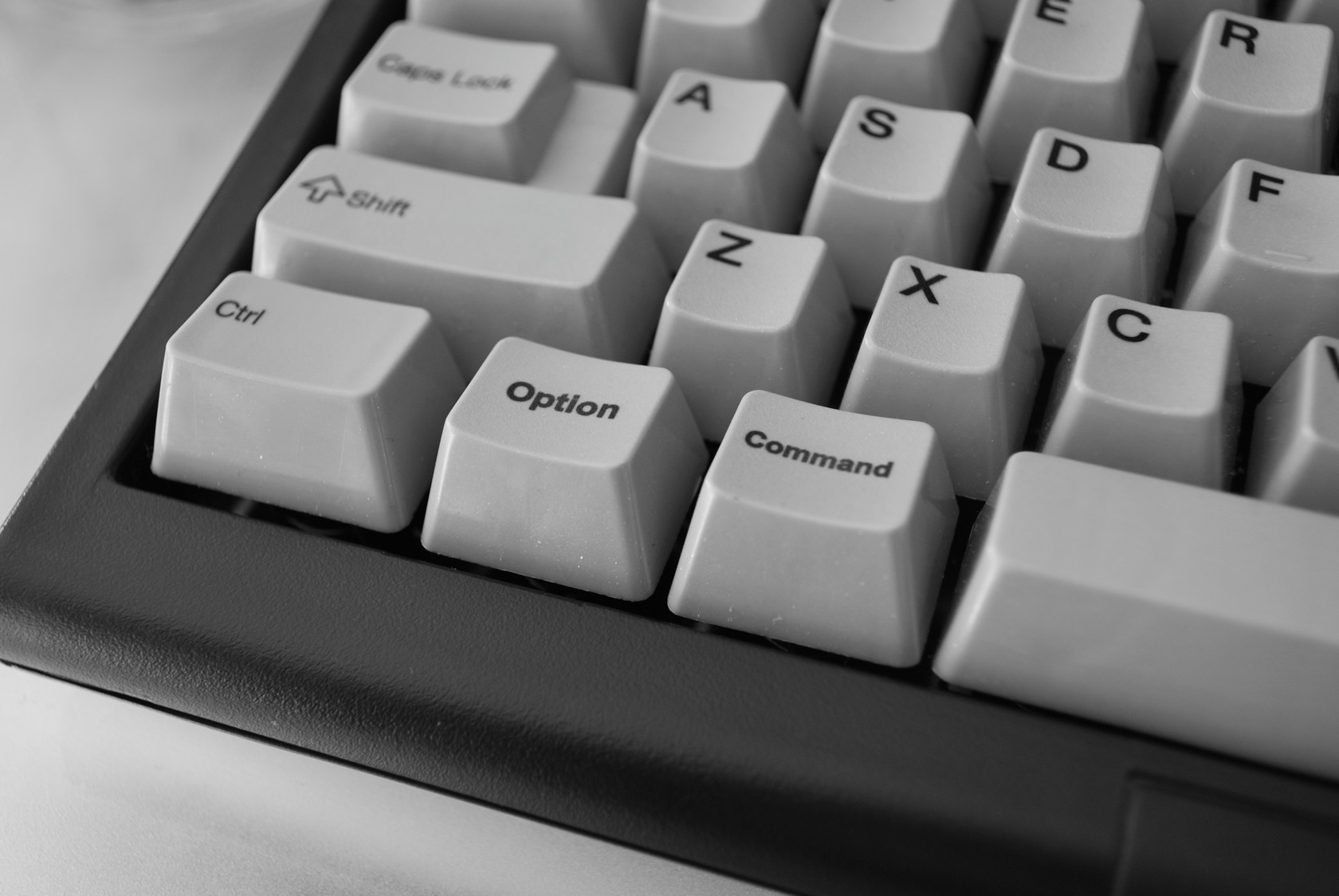
애플 키보드 레이아웃용 유니콤프 모델 M 교환 키캡: 옵션 키 및 커맨드 키.
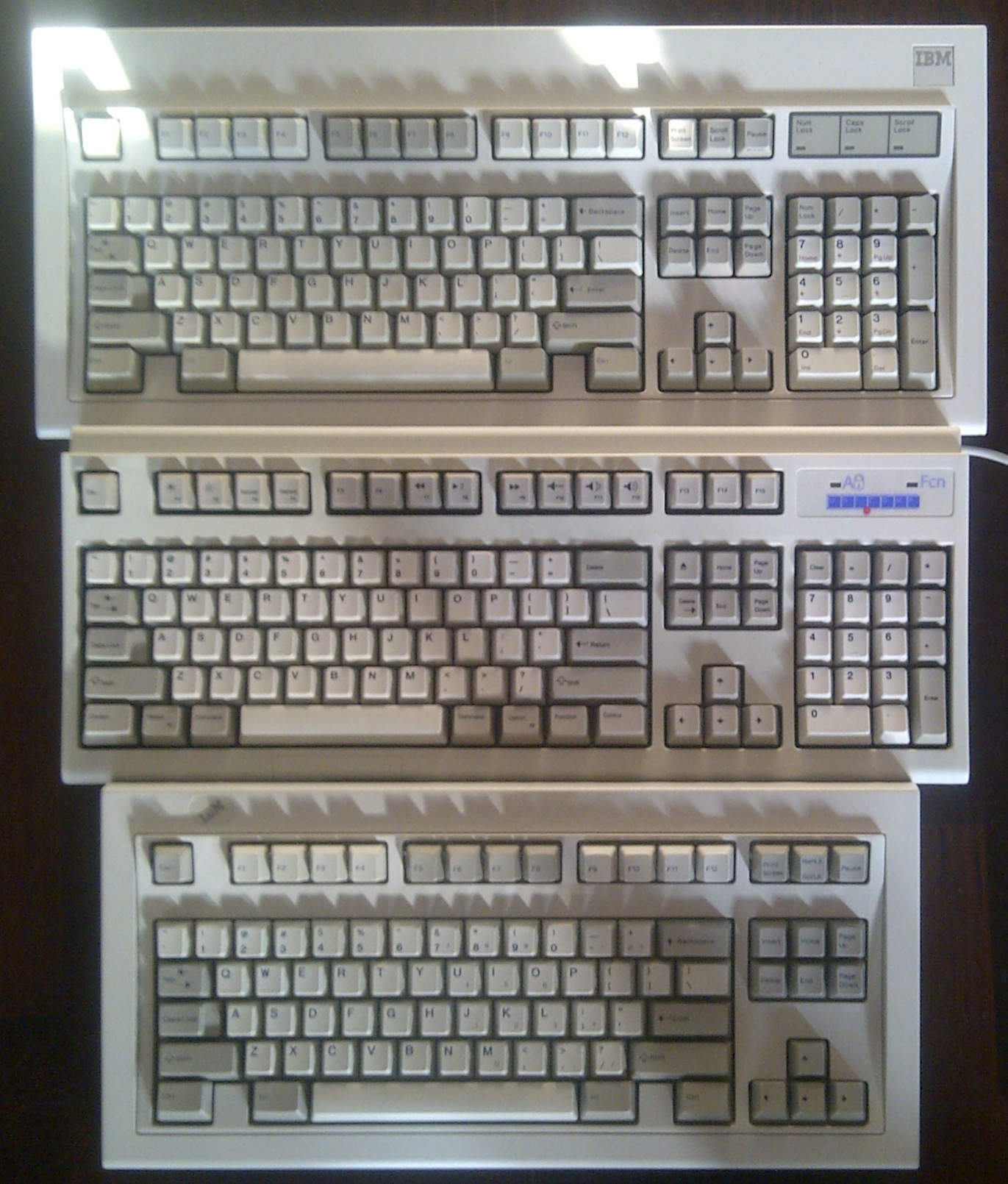
위에서 아래로: IBM 모델 M 스퀘어 로고 1390131 (1986), 유니콤프 스페이스세이버 M UNIZPHA (2011), IBM 모델 M 스페이스 세이빙 1392934 (1991)
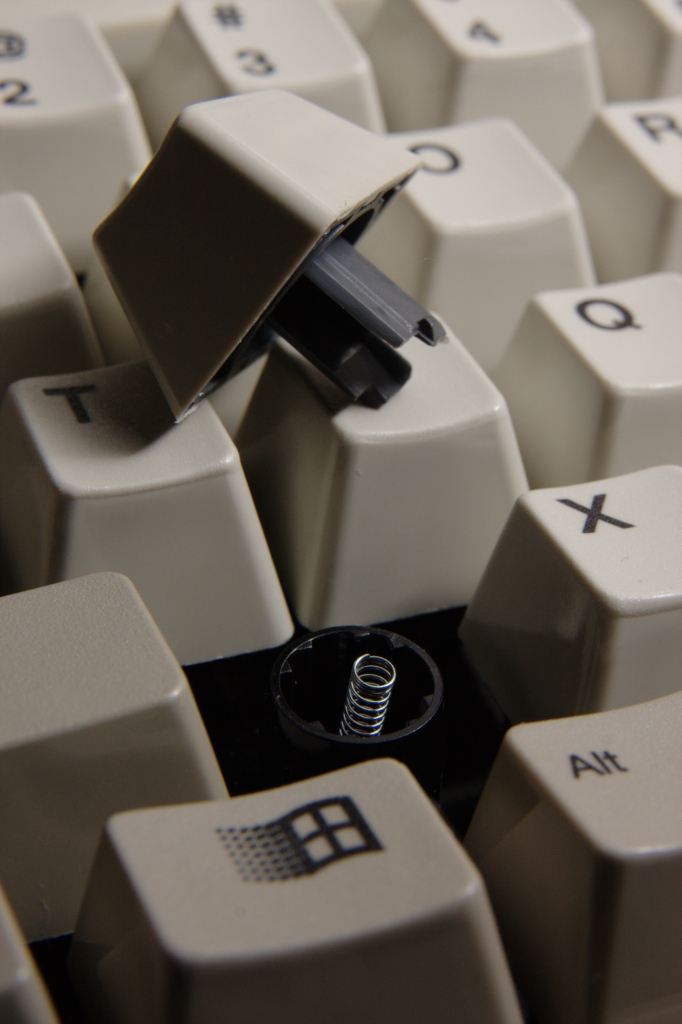
z 키가 제거된 유니콤프 모델 M. 노출된 버클링 스프링이 보인다.

## 같이 보기
- 키보드 기술
- 기계식 키보드 목록